# Szemud (gmina)
Pour les articles homonymes, voir Szemud.
La gmina de Szemud est une commune rurale de la voïvodie de Poméranie et du powiat de Wejherowo. Elle s'étend sur 176,57 km2 et comptait 20 681 habitants en 2022. Son siège est le village de Szemud qui se situe à environ 13 kilomètres au sud de Wejherowo et à 30 kilomètres au nord-ouest de Gdansk, la capitale régionale.

## Villages
La gmina de Szemud comprend les villages et localités de Bagielnica, Będargowo, Bojano, Bożanka, Czarna Dąbrowa, Czarna Góra, Częstkowo, Dębnik, Dębowa, Dobrzewino, Donimierz, Gapionka, Gęsia Krzywda, Głazica, Grabowiec, Jeleńska Huta, Kamień, Karczemki, Kieleńska Huta, Kielno, Koleczkowo, Koleczkowski Młyn, Kowalewo, Łebieńska Huta, Łebno, Łekno, Leśno, Mały Donimierz, Moczydła, Mrówczy Zamek, Nowa Karczma, Przetoczyno, Psale, Rębiska, Rosochy, Szemud, Szemudzka Huta, Szopa, Warzno, Zęblewo et Zęblewski Młyn.

## Villes et gminy voisines
La gmina de Szemud est voisine de la ville de Gdynia et des gminy de Kartuzy, Linia, Luzino, Przodkowo, Wejherowo et Żukowo.